# Distretto di Chongoyape
Il distretto di Chongoyape è uno dei venti distretti della provincia di Chiclayo, in Perù. Si trova nella regione di Lambayeque e si estende su una superficie di 712 chilometri quadrati.

Istituito il 30 luglio 1840, ha per capitale la città di Chongoyape; nel censimento 2005 contava 25.400 abitanti.